# Pliego
Pliego es un municipio español de la Región de Murcia, situado en la Comarca del Río Mula, en la zona central de la región. Cuenta con una población de 3964 habitantes (INE 2024).

## Geografía
- Latitud: 37º 58' 59" N.
- Longitud: 001º 30' 00" O.

El municipio se localiza en la vertiente norte de la Sierra Espuña, en la vega que genera el río Pliego, afluente del río Mula, curso que a su vez desemboca en el Segura.
Localidades limítrofes:
Todo el municipio está rodeado por el de Mula.

## Historia
La Edad del Bronce y el mundo medieval islámico y mudéjar son los períodos que tienen una mayor representación en el actual término municipal de Pliego con importantes yacimientos arqueológicos de aquellas épocas.
El asentamiento de La Almoloya es un señalado centro urbano del Bronce, en su fase argárica, que se mantuvo activo gran parte del segundo milenio antes de Cristo; situado en las estribaciones nororientales de Sierra Espuña. En el mismo se ha encontrado un complejo palatino con una tumba de carácter principesco y su ajuar, además de una posible sala de audiencias o reuniones.

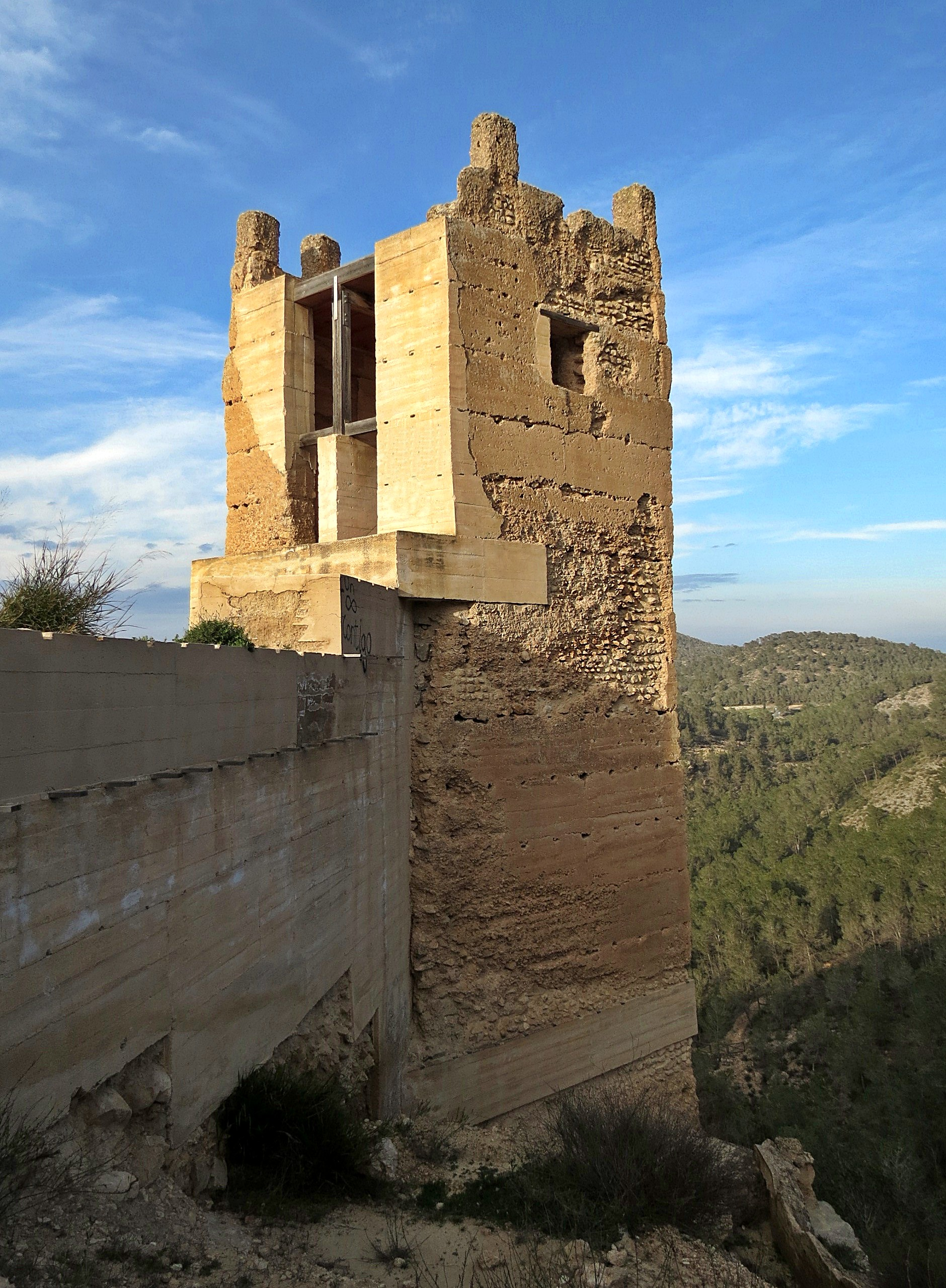
Torre del castillo de Pliego.

Otro yacimiento del Bronce es el del Sangrador de Las Anguilas. Este emplazamiento permanece poco estudiado. En él se hallaron tres enterramientos con los cuerpos en posición fetal y ajuares funerarios compuestos de hachas pulimentadas.
En la Edad Media destacó un foco de poblamiento fortificado islámico en las inmediaciones del barranco de La Mota, donde hoy se localizan los restos del Castillo de las Paleras o despoblado de La Mota. Núcleo que fue abandonado tras la rebelión mudéjar de 1264-1266 en favor de la actual población de Pliego, la cual también se encuentra defendida por un castillo de origen andalusí. Localidad que pasaría a depender de la orden de Santiago a partir del siglo XIV.

## Demografía
| 1900 | 1910 | 1920 | 1930  | 1940  | 1950  | 1960  | 1970  | 1981  | 1991  | 2001  | 2006  | 2007  | 2008  | 2009  | 2010  | 2011  | 2012  | 2021  |
| ---- | ---- | ---- | ----- | ----- | ----- | ----- | ----- | ----- | ----- | ----- | ----- | ----- | ----- | ----- | ----- | ----- | ----- | ----- |
| ---  | ---  | ---  | 2.472 | 2.472 | 3.238 | 3.409 | 3.404 | 3.331 | 3.187 | 3.432 | 3.713 | 3.864 | 4.032 | 4.034 | 4.045 | 4.027 | 4.051 | 3.868 |

## Economía
La economía local estaba basada fundamentalmente en la agricultura y ganadería, pero la crisis en el sector primario presente en España también se deja sentir por esta zona, que compuesta principalmente por pequeños agricultores y empresarios, muchos abandonan la actividad.[cita requerida] Su mayor cultivo son los frutales, destacando el albaricoquero, en sus variedades de "búlida" y "real fino", muy apreciados por su sabor y calidad en los mercados extranjeros, le siguen melocotoneros, almendros y viñedos.[cita requerida]

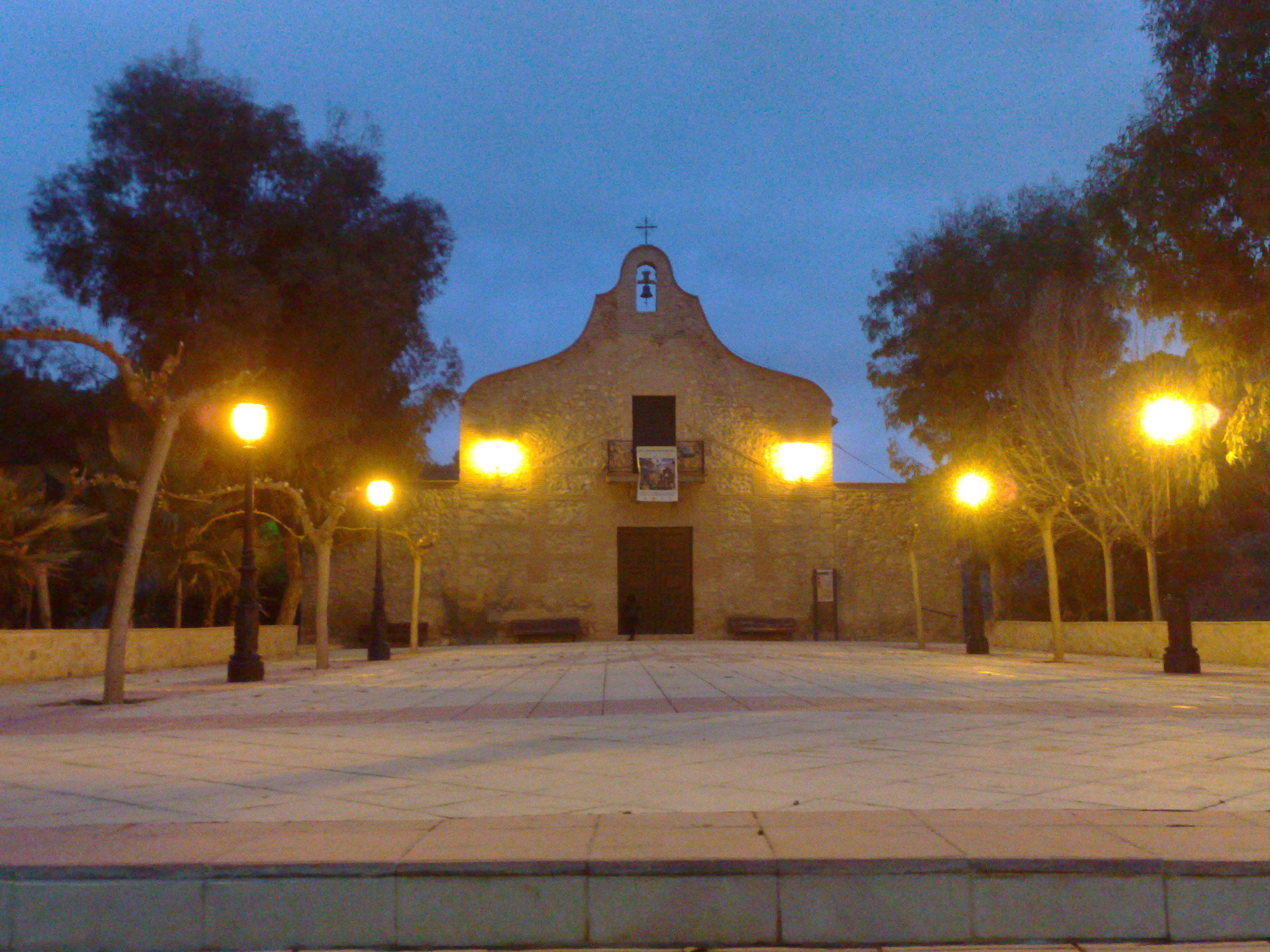
Ermita de los Remedios.

Existen dos cooperativas, "La Vega de Pliego" y "Cooperativa La Pleguera". También hay que destacar el papel que desempeñan en la economía local los pequeños comerciantes y empresarios.[cita requerida]

## Monumentos

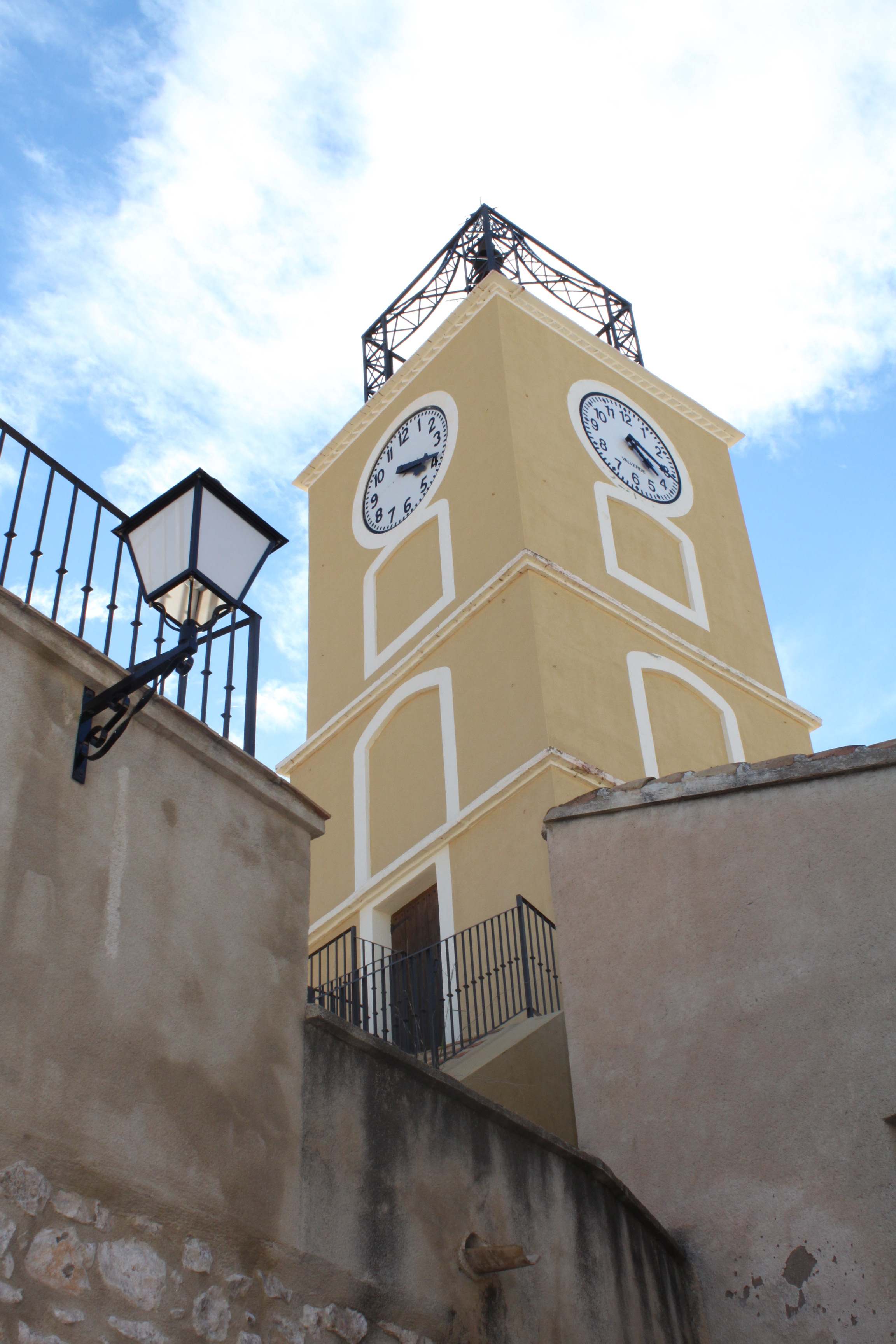
Torre del Reloj de Pliego.

### Monumentos religiosos
- Iglesia de Santiago Apóstol: está declarada Monumento Histórico Artístico nacional y Bien de Interés Cultural desde 1983.
- Ermita de la Virgen de los Remedios

### Monumentos civiles
- Castillo de las Paleras (Declarado Bien de Interés Cultural en 1997)
- Castillo de Pliego (Declarado Bien de Interés Cultural en 1985)
- Caserío Mudéjar
- Casa de la Tercia
- Casa del Poeta Federico Balart
- Reloj de Sol. Desaparecido sin que a día de hoy se hayan aclarado las circunstancias de este hecho.
- Torre del Reloj.

### Yacimientos arqueológicos
- La Almoloya: Asentado en el cerro epónimo, fue dado a conocer en 1944. Se desarrolló en plena Edad del Bronce hace 4.000 años (III-II milenio a. C.). Aquí en 2014, fue descubierto un enterramiento con un riquísimo ajuar, con objetos de alto valor social, el más destacado es la diadema de plata con apéndice en forma de disco, que ceñía el cráneo de la mujer. La Dama de la diadema o Mujer de plata de entre 25 y 35 años de edad, fue hallada situada bajo la Sala de gobierno del palacio.[5][6] Este se considera uno de los asentamientos más importantes de la llamada Cultura del Argar.

## Administración
| Legislatura | Nombre                                                              | Grupo         |
| ----------- | ------------------------------------------------------------------- | ------------- |
| 1979-1983   | Carlos García García                                                | UCD           |
| 1983-1987   | Manuel Huéscar Valero                                               | AP            |
| 1987-1991   | Manuel Huéscar Valero                                               | INDEPENDIENTE |
| 1991-1995   | Manuel Huéscar Valero                                               | PP            |
| 1995-1999   | Manuel Huéscar Valero                                               | PP            |
| 1999-2003   | Juan Guillén González                                               | PSOE          |
| 2003-2007   | Isabel Toledo Gómez                                                 | PP            |
| 2007-2011   | Isabel Toledo Gómez                                                 | PP            |
| 2011-2015   | Isabel Toledo Gómez (2011-2014) Antonio Huéscar Pérez (2014-2015)   | PP            |
| 2015- 2019  | Ramona Jiménez Santiago (2015-2017) Pedro Noguera Rubio (2017-2019) | PP PSOE       |
| 2019-2023   | Antonio Huéscar Pérez                                               | PP            |
| 2023-       | Antonio Huéscar Pérez                                               | PP            |

## Gastronomía
- zarangollo
- migas con tropezones
- arroz con conejo
- la pierna de cabrito
- caracoles
- pan de artesa

En cuanto a los dulces navideños:
- tortas de Pascua
- buñuelos
- suspiros
- chamorro

## Comunicaciones

### Por carretera
Se accede a Pliego a través de la RM-15. Se utiliza la RM-515 en dirección Pliego-Alhama de Murcia. También se puede acceder por la salida 601 (Alhama de Murcia-Pliego) de la Autovía del Mediterráneo, accediendo a la RM-515 desde el sur bordeando Sierra Espuña.

### Autobús
Prestan servicio las siguientes líneas de autobús interurbano:
| Línea     | Recorrido                                               | Operador |
| --------- | ------------------------------------------------------- | -------- |
| MUR-025-4 | Mula - Pliego                                           | Interbus |
| MUR-025-5 | Mula - Fuente Librilla - Barqueros - Murcia (a demanda) | Interbus |

## Deportes
Pliego es un lugar idóneo para la practicar deportes de montaña
- senderismo
- escalada
- rutas para bicicleta de montaña
- espeleología

Otro deporte que predomina es el fútbol, siendo el AD Pliego el equipo de la localidad que acoge tanto bases como equipo sénior, jugando sus partidos como local en el campo municipal.

## Fiestas
- La Candelaria (2 de febrero): festividad de la presentación de la Virgen al Templo
- Romería de San Marcos (25 de abril)
- Romería de San Isidro y desfile de carrozas. (15 de mayo).
- Fiestas en honor a Santiago Apóstol. (25 de julio).
- Fiestas Patronales en honor a la Virgen de los Remedios (8 de septiembre|6-9 de septiembre)
- Santa Lucía (13 de diciembre)